# Новолосево
Новолосево — деревня в Исилькульском районе Омской области. Входит в состав Медвежинского сельского поселения.

## История
Основана в 1924 г. В 1928 г. хутор Ново-Лосево состоял из 26 хозяйств, основное население — русские. В составе Лосевского сельсовета Исилькульского района Омского округа Сибирского края.

## Население
| 1926 | 2002 | 2010 |
| ---- | ---- | ---- |
| 130  | ↗358 | ↘244 |